# 德米特里·尼古拉耶維奇·烏里揚諾夫
德米特里·尼古拉耶維奇·烏里揚諾夫（俄語：Дми́трий Никола́евич Улья́нов，羅馬化：Dmítriy Nikoláevich Ul'yánov，1970年10月28日—）是俄羅斯的一位足球運動員。

## 職業生涯
1991年，他為莫斯科魚雷足球會在蘇聯頂級足球聯賽中首次亮相。

## 外部連結
- 德米特里·尼古拉耶維奇·烏里揚諾夫在FootballFacts.ru的頁面（俄語）